# Emerson Spencer
Emerson Lane (Bud) Spencer (San Francisco, 10 oktober 1906 – Palo Alto, 15 mei 1985) was een Amerikaanse sprinter, die was gespecialiseerd in de 400 m. In deze discipline won hij een gouden medaille op de Olympische Spelen en was hij van 1928 tot 1932 wereldrecordhouder.

## Loopbaan
Emerson Spencer won, als student aan de Stanford University, het National Collegiate Athletic Association-kampioenschap op de 440 yd in 1928. 
Op de Olympische Spelen van 1928 in Amsterdam liep Spencer met zijn teamgenoten George Baird, Frederick Alderman en Ray Barbuti als tweede loper in het Amerikaanse 4 x 400 m estafetteteam. Met een wereldrecordtijd van 3.14,2 wonnen ze een olympisch gouden medaille voor de Duitse (3.14,8) en de Canadese ploeg (3.15,4). Een week later verbeterde hij zijn eigen wereldrecord in Londen met zijn teamgenoten George Baird, Morgan Taylor en Raymond Barbuti naar 3.13,4. Ook liep hij op 12 mei 1928 in Palo Alto een wereldrecord van 47,0 s. Hiermee verbeterde hij het oude record van Ted Meredith met 0,4 seconde. Vier jaar later verloor hij dit record aan zijn landgenoot Ben Eastman, die een tijd van 46,4 klokte.
Emerson Spencer stierf op 78-jarige leeftijd.

## Titels
- Olympisch kampioen 4 x 400 m estafette - 1928
- NCAA-kampioen 440 yd - 1927

## Persoonlijk record
| Onderdeel | Prestatie | Datum       | Plaats    |
| --------- | --------- | ----------- | --------- |
| 400 m     | 47,0 s    | 12 mei 1928 | Palo Alto |

## Palmares

### 4 x 400 m estafette
- 1928:  OS - 3.14,2 (WR)

1912: Sheppard, Lindberg, Meredith, Reidpath ·
1920: Griffiths, Lindsay, Ainsworth-Davis, Butler ·
1924: Cochran, Helffrich, MacDonald, Stevenson ·
1928: Baird, Alderman, Spencer, Barbuti ·
1932: Fuqua, Ablowich, Warner, Carr ·
1936: Wolff, Rampling, Roberts, Brown ·
1948: Harnden, Bourland, Cochran, Whitfield ·
1952: Wint, Laing, McKenley, Rhoden ·
1956: Jenkins, Jones, Mashburn, Courtney ·
1960: Yerman, Young, G. Davis, O. Davis ·
1964: Cassell, Larrabee, Williams, Carr ·
1968: Matthews, Freeman, James, Evans ·
1972: Asati, Nyamau, Ouko, Sang ·
1976: Frazier, Brown, Newhouse, Parks ·
1980: Valiulis, Linge, Tsjernetski, Markin ·
1984: Nix, Armstead, Babers, McKay ·
1988: Everett, Lewis, Robinzine, Reynolds ·
1992: Valmon, Watts, Johnson, Lewis ·
1996: Harrison, Smith, Mills, Maybank ·
2000: Bada, Chukwu, Monye, Udo-Obong  ·
2004: Harris, Brew, Wariner, Williamson ·
2008: Merritt, Taylor, Neville, Wariner ·
2012: Brown, Pinder, Mathieu, Miller ·
2016: Hall, McQuay, Roberts, Merritt ·
2020: Cherry, Norman, Deadmon, Benjamin ·
2024: Bailey, Norwood, Deadmon, Benjamin